# ستيب ماندالينيتش
ستيب ماندالينيتش (بالكرواتية: Stipe Mandalinić) مواليد 9 سبتمبر 1992 في كرواتيا، هو لاعب كرة يد كرواتي يلعب كظهير أيسر. مثل منتخب كرواتيا لكرة اليد.

## سجل المنافسة
شارك في البطولات التالية:
- بطولة أوروبا لكرة اليد للرجال 2014

## روابط خارجية
- ستيب ماندالينيتش على موقع الاتحاد الأوروبي لكرة اليد (الإنجليزية)